# 3667 Анна-Марія
3667 Анна-Марія (1981 EF, 1979 SC7, 1985 YO, 3667 Anne-Marie) — астероїд головного поясу, відкритий 9 березня 1981 року.
Тіссеранів параметр щодо Юпітера — 3,126.